# St. Leonhard (Ascholding)

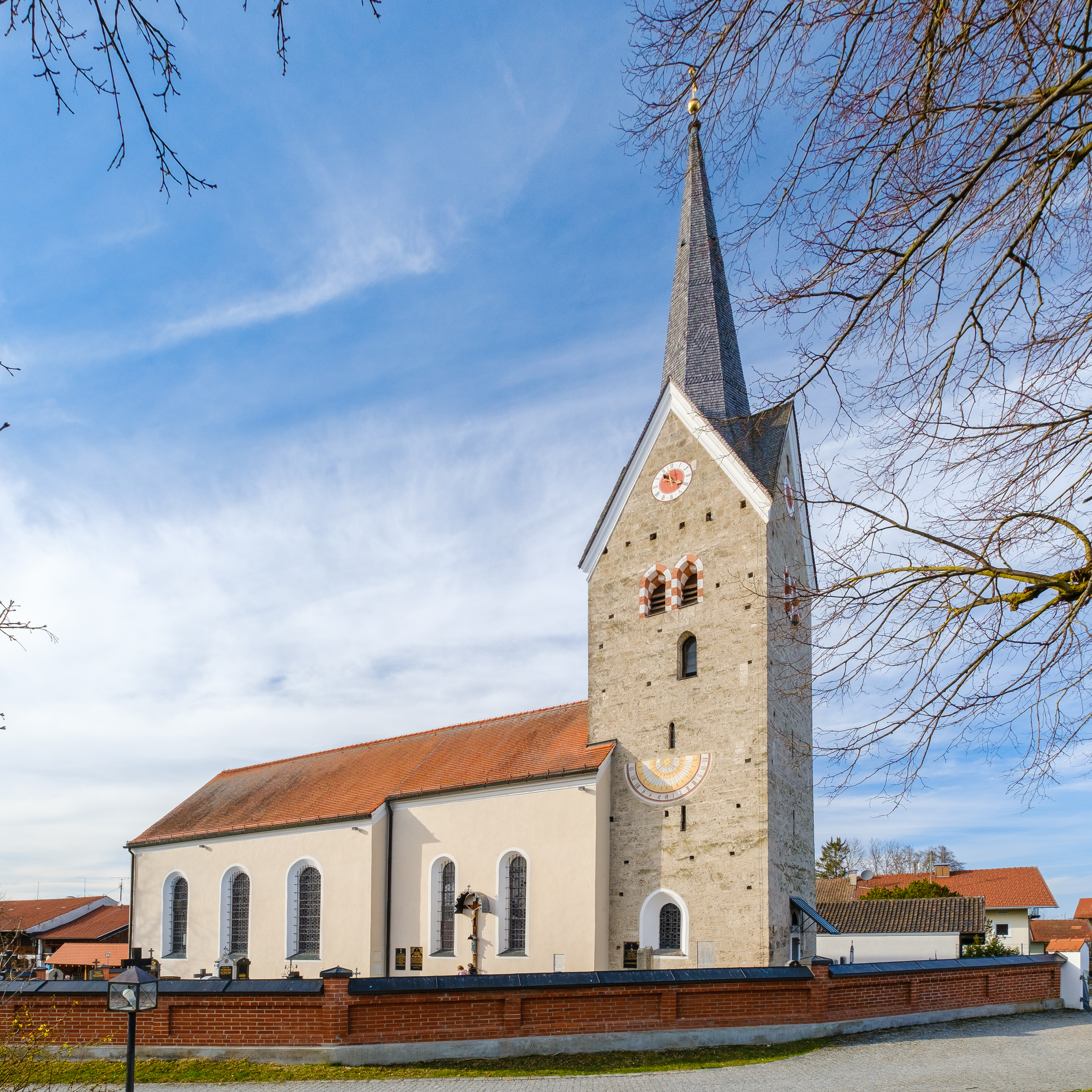
St. Leonhard in Ascholding

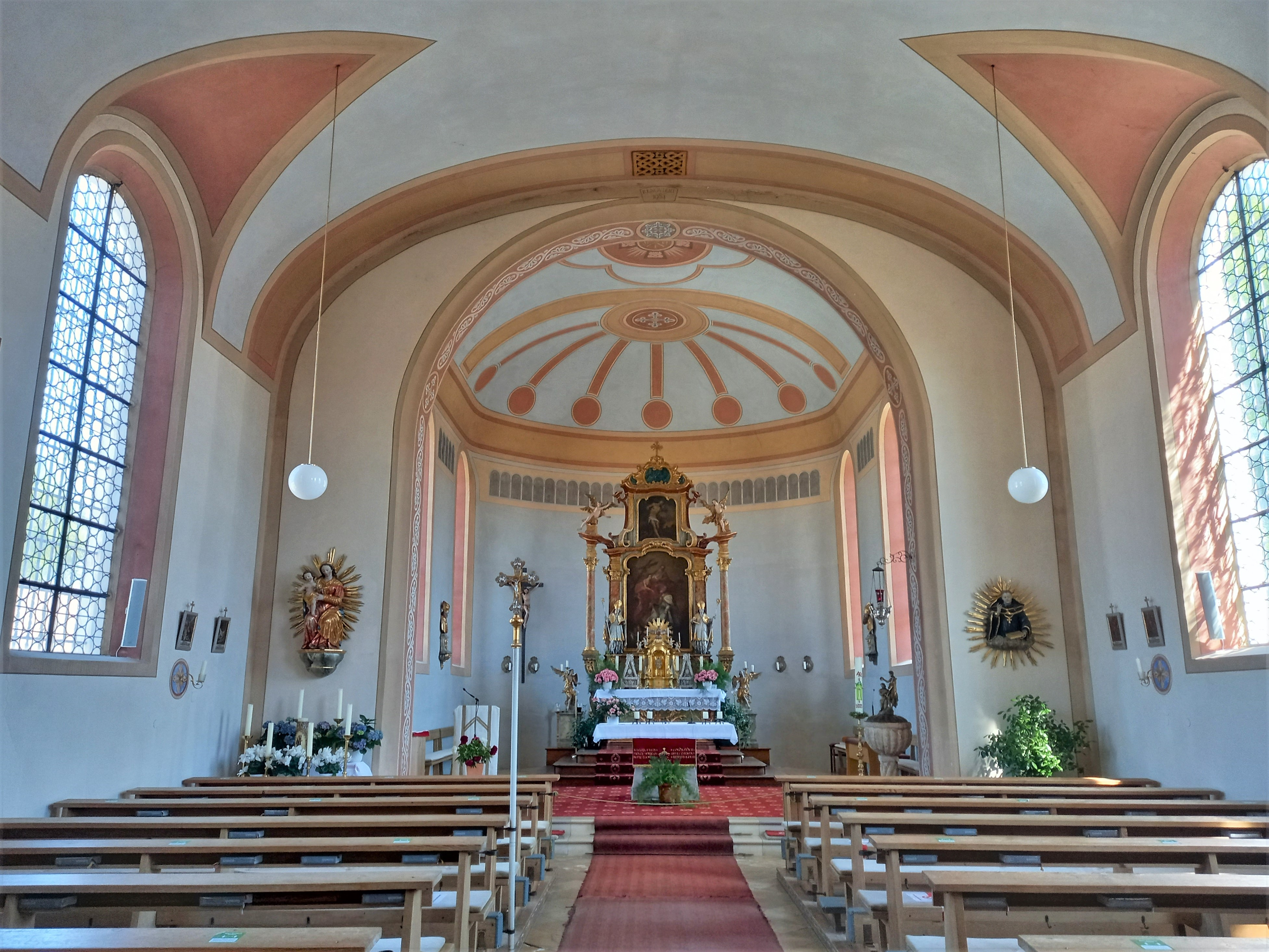
Innenraum

Die römisch-katholische Pfarrkirche St. Leonhard steht in Ascholding, einem Gemeindeteil von Dietramszell im oberbayerischen Landkreis Bad Tölz-Wolfratshausen von Bayern. Das Bauwerk ist als Baudenkmal unter der Nr. D-1-73-118-10 eingetragen. Die Kirche gehört zum Erzbistum München und Freising.

## Beschreibung
Das Langhaus der Saalkirche wurde in der ersten Hälfte des 15. Jahrhunderts nach Westen an den eingezogenen Chor, dem ehemaligen Langhaus des Vorgängerbaus aus dem 12./13. Jahrhundert angebaut und im 17./18. Jahrhundert neuromanisch verändert. Der im Osten stehende ehemalige Chorturm des Vorgängerbaus auf quadratischem Grundriss, dessen Erdgeschoss die Sakristei und dessen oberstes Geschoss den Glockenstuhl beherbergt, wurde 1869/70 mit einem spitzen Helm zwischen Dreiecksgiebeln versehen, auf denen die Zifferblätter der Turmuhr angebracht sind. 
Der Innenraum des neuen Langhauses ist mit einem Tonnengewölbe überspannt. Der 1762 aufgestellte Hochaltar stand ursprünglich in der Josephskirche in München. Er wird flankiert von den Statuen des Korbinian und des Nikolaus von Myra, die um 1670 errichtet wurden. 
Die Orgel wurde 1979 von Wilhelm Stöberl gebaut.